# David Choinière
David Choinière (nacido el 7 de febrero de 1997) es un jugador de fútbol de nacionalidad canadiense que juega en el  Forge FC de la Canadian Premier League.

## Carrera en clubes

### Carrera temprana
Choinière comenzó a jugar al fútbol a la edad de cinco años jugando para el club local Soccer Haut-Richelieu, que es su ciudad de origen. En 2011, se unió al programa de la academia de Montreal Impact.

### FC Montreal
Hizo su debut profesional el 10 de abril de 2016 en una derrota con el equipo asociado y filial del Montreal Impactpor 2-1 ante Toronto FC II. Choinière fue amonestado en el minuto 93 del partido. Luego anotó su primer gol para el club en la derrota por 2-1 ante Bethlehem Steel el 15 de mayo de 2016.

### Estadía en Montreal Impact
Después de debutar con el primer equipo para el Impact en el Campeonato Canadiense de 2016 contra Toronto FC, Choinière firmó un contrato con la MLS con el Montreal Impact el 28 de junio de 2016. En octubre de 2016, Choinière hizo su debut en la MLS contra el New England Revolution. Choinière anotó su primer gol con Montreal en el Campeonato de Canadá contra los Vancouver Whitecaps el 23 de mayo de 2017. Después de hacer una aparición en la temporada 2018 del equipo, se perdería 6 meses después de someterse a una cirugía en el tobillo en abril de 2018.
Choinière fue puesto en ficha para venta en el mercado de transferencia por Montreal al final de su temporada 2018.

### Forge FC
El 7 de marzo de 2019, Choinière firmó con el club Forge FC de la Premier League canadiense antes de la temporada inaugural de la CPL. Choinière anotó su primer gol para Forge el 1 de agosto de 2019, un ganador tardío para hacer el marcador 2-1 en casa en la ronda preliminar de la Liga CONCACAF 2019 contra el club guatemalteco Antigua GFC. En la temporada 2019 de la Canadian Premier League, Forge terminó en segundo lugar en las temporadas de primavera y otoño, clasificándose para la final, donde se enfrentaron y derrotaron al Cavalry FC 2-0 en dos partidos. Choinière anotó el segundo gol durante el tiempo de descuento en el partido de vuelta, sellando el North Star Shield para Forge.

## Carrera en selección
Choinière recibió su primera convocatoria de la selección juvenil canadiense en 2012 para la Copa México de Naciones Sub-15. En 2014, jugó para el equipo de Canadá U18 en el Tournoi de Limoges 2014.  Desde 2015 hasta 2017 asistió a varios campamentos de preparación de Canadá Sub-20, pero finalmente se perdió el Campeonato Sub-20 de CONCACAF 2017 debido a una lesión. 
En septiembre de 2017, Choinière recibió su primera convocatoria de la selección absoluta canadiense para un amistoso contra Jamaica, pero no participó en el partido.

## Vida personal
Choinière nació en Saint-Jean-sur-Richelieu, Quebec y creció en las cercanías de Saint-Alexandre.
Su padre es de Calgary. Su hermano menor Mathieu también es futbolista y juega para Montreal Impact. 

## Palmarés

### Club
Forge FC
- Premier League canadiense : 2019

Individual
- Jugador senior masculino FSQ de excelencia: 2016

## Estadísticas de carrera
| Club                | Liga          | Temporada     | Liga        | Liga  | Playoffs    | Playoffs | Copa Nacional | Copa Nacional | Continental | Continental | Total       | Total |
| Club                | Liga          | Temporada     | Apariciones | Goles | Apariciones | Goles    | Apariciones   | Goles         | Apariciones | Goles       | Apariciones | Goles |
| ------------------- | ------------- | ------------- | ----------- | ----- | ----------- | -------- | ------------- | ------------- | ----------- | ----------- | ----------- | ----- |
| Montreal FC         | USL           | 2016          | 15          | 1     | 0           | 0        | 0             | 0             | 0           | 0           | 15          | 1     |
| Impacto de Montreal | MLS           | 2017          | 1           | 0     | 0           | 0        | 1             | 0             | 0           | 0           | 2           | 0     |
| Impacto de Montreal | MLS           | 2018          | 3           | 0     | 0           | 0        | 1             | 1             | 0           | 0           | 4           | 1     |
| Impacto de Montreal | MLS           | 2019          | 1           | 0     | 0           | 0        | 0             | 0             | 0           | 0           | 1           | 0     |
| Impacto de Montreal | Total         | Total         | 5           | 0     | 0           | 0        | 2             | 1             | 0           | 0           | 7           | 1     |
| Forge FC            | CPL           | 2019          | 16          | 1     | 2           | 1        | 2             | 0             | 3           | 2           | 23          | 4     |
| Forge FC            | CPL           | 2020          | 10          | 1     | 1           | 0        | 0             | 0             | 1           | 1           | 12          | 2     |
| Forge FC            | Total         | Total         | 26          | 2     | 3           | 1        | 2             | 0             | 4           | 3           | 35          | 6     |
| Carrera total       | Carrera total | Carrera total | 46          | 3     | 3           | 1        | 4             | 1             | 4           | 3           | 57          | 8     |